# Глагол в лемковском литературном языке
Глаго́л в ле́мковском литерату́рном языке́ (лемк. Часослово в лемківскым языку) — знаменательная часть речи лемковского литературного языка, выражающая процесс (действие, состояние). Характеризуется грамматическими категориями времени (час), лица (особа), наклонения (спосiб), залога (сторона), вида (вид), числа (число), а также в прошедшем времени и сослагательном наклонении — категорией рода (рiд).
По грамматическому значению глагольные формы (ґраматычна форма) лемковского языка разделяют на финитные (особовы формы) и нефинитные (неособовы формы). К финитным или спрягаемым относят формы глаголов, которые могут самостоятельно употребляться в роли сказуемого (присудок). К нефинитным или неспрягаемым относят такие формы глаголов как инфинитив (iнфiнiтив), причастие (часоприсловник) и деепричастие (часопридавник), которые не могут выступать в роли сказуемого, выполняя в предложении (речыня) другие синтаксические функции.
В сравнении с праславянским состоянием у глагола в лемковских говорах, на основе которых кодифицирована лемковская литературная норма, произошёл ряд изменений во многом сходных с изменениями у глаголов остальных восточнославянских идиомов. К ним относят утрату форм прошедшего времени аориста и имперфекта, развитие грамматического противопоставления совершенного и несовершенного вида, формирование аналитической формы будущего времени несовершенного вида при помощи вспомогательного глагола (помiчне часослово) быти «быть» и выделение из кратких причастий особой формы деепричастия.
Для лемковской глагольной системы характерны общерусинские языковые черты: стяжение гласных в формах настоящего времени с давней основой (основа) на -аjе-: чыташ «читаешь», чытат «читает» при укр. читаєш, читає; наличие флексии (флексия, кiнцивка) -ме в форме 1-го лица множественного числа настоящего времени: знаме «знаем», носиме «носим» при укр. знаємо, носимо. Часть из таких черт относится к общевосточнославянским: наличие флексии -у в форме 1-го лица единственного числа настоящего времени: несу «несу», пишу «пишу», роблю «делаю» (но чытам «читаю» у глаголов от основ на -а); сохранение флексии -т/-т’ в формах 3-го лица множественного числа настоящего времени: несут «несут», пишут «пишут»; распространение действительных причастий настоящего времени на -чий/-чiй (чытаючий «читающий») и деепричастий на -чы/-чи/-чi (чытаючы «читая»).
К особенностям глагола лемковской литературной нормы относят также характерные для западных карпаторусинских говоров наличие твёрдой -т в окончании форм 3-го лица единственного и множественного числа настоящего времени (робит «делает», носит «носит»; робят «делают», носят «носят»); распространение форм 1-го лица единственного числа настоящего времени от основ на -а с окончанием -м (чытати «читать» — чытам «читаю», знати «знать» — знам «знаю»); формирование составных форм будущего времени единственного числа при помощи личной формы вспомогательного глагола быти и l-причастия (буду писал «буду писать», будеш писал «будешь писать», буде писал «будет писать»); утрата флексии -i в формах повелительного наклонения (печ «пеки», воз «вози») и т. д. Ряд из указанных черт имеет параллели в западнославянских языках.

## Вид
По выражению целостности или нецелостности процесса или части процесса различают глаголы двух видов — совершенного (завершений вид) и несовершенного (незавершений вид). Глаголы совершенного вида выражают действие или состояние, ограниченное каким-либо пределом (отвечают на вопросы што зробити? «что сделать?», што зроблю? «что сделаю?», што ся стало? «что случилось?» и т. п.): втяти «отрезать», навчыти «научить, обучить», полюбити «полюбить», написати «написать», поставити «поставить». Глаголы несовершенного вида выражают ничем не ограниченное действие или состояние (отвечают на вопросы што робити? «что делать?», што роблю? «что делаю?», што ся дiє? «что происходит?» и т. п.): тяти «резать», вчыти ся «учиться», любити «любить», писати «писать», ставяти «ставить». Значительная часть глаголов может образовывать видовые пары, в которых глаголы разного вида обозначают одно действие и различаются только семантикой: зробити «сделать» — робити «делать». Оформление значения вида производится чаще всего при помощи приставок (префiкс) и суффиксов (суфiкс) : чытати «читать» — про-чытати «прочитать», купити «купить» — куп-ува-ти «покупать». Видовые пары могут образовываться при помощи супплетивных форм: брати «брать» — взяти «взять».

## Личные и безличные глаголы
По отношению к категории лица, грамматической сочетаемости и роли в предложении глаголы делятся на личные и безличные (особовы i неособовы часослова). Личные глаголы могут образовывать все возможные спрягаемые и неспрягаемые грамматические формы, изменяясь в числе прочего по лицам (я бесiдую «я говорю», ты бесiдуєш «ты говоришь», вiн, оно, она бесiдує «он, оно, она говорит»). В двусоставном предложении личные глаголы выполняют роль простого глагольного сказуемого и сочетаются с именительным падежом (называючий одмiнок, номiнатив) подлежащего (пiдмет). В отличие от личных безличные глаголы выражают процесс без действующего лица или предмета и не сочетаются с именительным падежом подлежащего. Безличные глаголы могут принимать формы:
- инфинитива — змеркати ся «смеркаться»;
- сослагательного наклонения — змеркало бы ся «смеркалось бы»;
- 3-го лица единственного числа настоящего времени — змеркат ся «смеркается»;
- 3-го лица единственного числа простого и составного будущего времени — змеркне ся, буде ся змеркало «будет смеркаться»;
- среднего рода единственного числа прошедшего времени — змеркало ся «смеркалось».

## Инфинитив
Инфинитив — одна из нефинитных форм глагола, являющаяся исходной для глагольной парадигмы. Показатель большинства инфинитивов — суффикс -ти: бы-ти «быть», чыта-ти, сади-ти «садить», лиша-ти «оставлять», ма-ти «иметь», зна-ти, зроби-ти, взя-ти, люби-ти, вчы-ти ся, носи-ти «носить». Для небольшой группы глаголов характерен суффикс -чы: ре-чы «сказать», помо-чы «помочь», мо-чы «мочь», те-чы «течь», пе-чы «печь», стрi-чы «стричь». В отличие от лемковского в пряшевско-русинском языке приняты за норму формы инфинитива с палатализованным -т’ в окончании, которые встречаются в небольшой части говоров западного карпаторусинского ареала: робити [робит’i] «делать», печi «печь».

## Основа
Существует два варианта образования основ глагольных форм:
- от форм настоящего или простого будущего времени;
- от форм инфинитива или прошедшего времени.

В первом варианте при определении основы от любой из форм настоящего времени несовершенного вида или простого будущего времени совершенного вида отсекаются личные окончания. При этом образуются такие основы, как:
- основы от формы 3-го лица множественного числа настоящего времени: пиш — от формы пиш-ут «пишут», нес — от формы нес-ут «несут», бесiдуй — от формы бесiдуют (бесiд[уj-ут]) «разговаривают», роб’ — от формы робят (ро[б’-ат]) «делают»;
- основы от формы 1-го лица единственного числа простого будущего времени: напиш — от формы напиш-у «напишу», зробл’ — от формы зроблю (зробл’-[у]) «сделаю»;
- основы от формы 2-го лица единственного числа простого будущего времени: напиш — от формы напиш-еш «напишешь», прочытуй — от формы прочытуєш (прочыт[уj-еш]) «прочитаешь».

Во втором варианте при определении основы от инфинитива отсекаются суффиксы -ти и -чы, а от любой из форм прошедшего времени отсекаются суффикс -л- и родовые или числовые окончания. При этом образуются такие основы, как:
- основы от инфинитива: бесiдува — от формы бесiдува-ти «разговаривать, говорить, беседовать», чыта — от формы чыта-ти «читать»;
- основы от формы прошедшего времени: бесiдува — от формы бесiдува-л «разговаривал», бесiдува-л-а «разговаривала» или бесiдува-л-и «разговаривали», чыта — от формы чыта-л «читал», чыта-л-а «читала» или чыта-л-и «читали».

## Число, лицо, род
Категория числа обозначает отношение действия к одному или нескольким субъектам. Формам единственного числа (єднотне число) противопоставлены формы множественного числа (множне число): жду «жду», ждеш «ждёшь», жде «ждёт» — ждеме «ждём», ждете «ждёте», ждут «ждут».
Категория лица обозначает отношение субъекта действия к говорящему лицу. Различают три лица в единственном и множественном числах:
- 1-е лицо (перша особа): (я) бесiдую «разговариваю», (мы) бесiдуєме «разговариваем»;
- 2-е лицо (друга особа): (ты) бесiдуєш «разговариваешь», (вы) бесiдуєте «разговариваете»;
- 3-е лицо (третя особа): (вiн, оно, она) бесiдує «разговаривает», (они) бесiдуют «разговаривают».

Категория рода, отмечаемая в прошедшем времени и сослагательном наклонении, выражает распределение глагольных форм по трём классам — мужскому (мужскiй рiд), среднему (середнiй рiд) и женскому (женьскiй рiд): чытал «читал», чытало «читало», чытала «читала».

## Время
В современных лемковских говорах и в лемковской литературной норме выделяют формы настоящего времени (теперишнiй час), формы будущего простого (будучий простий час) и будущего составного времени (будучий зложений час), а также формы прошедшего времени (минулий час) с двумя вариантами его образования.

### Настоящее
Формы настоящего времени образуются от глаголов несовершенного вида. В зависимости от системы флексий в личных формах единственного и множественного числа настоящего времени глаголы разделяют на три спряжения (часоодмiна, конюґация).
Спряжение в настоящем времени глаголов писати, бесiдувати, вчыти «учить, обучать», гварити «говорить», кохати «любить» и катуляти «катить, вращать»:
| лицо и число       | I спряжение                        | II спряжение               | III спряжение                                |
| ------------------ | ---------------------------------- | -------------------------- | -------------------------------------------- |
| 1-е лицо ед. числа | пиш-у, бесiдую (бесiду[j-у])       | вч-у, гварю (гвар’-[у])    | коха-м, катуля-м                             |
| 2-е лицо ед. числа | пиш-еш, бесiдуєш (бесiду[j-е]ш)    | вч-ыш, гвар-иш             | коха-ш, катуля-ш                             |
| 3-е лицо ед. числа | пиш-е, бесiдує (бесiду[j-е])       | вч-ыт, гвар-ит             | коха-т, катуля-т                             |
| 1-е лицо мн. числа | пиш-еме, бесiдуєме (бесiду[j-е]ме) | вч-ыме, гвар-име           | коха-ме, катуля-ме                           |
| 2-е лицо мн. числа | пиш-ете, бесiдуєте (бесiду[j-е]те) | вч-ыте, гвар-ите           | коха-те, катуля-те                           |
| 3-е лицо мн. числа | пиш-ут, бесiдуют (бесiду[j-у]т)    | вч-ат, гварят (гвар’-[а]т) | кохают (коха[j-у]т), катуляют (катуля[j-у]т) |

В форме 3-го лица единственного числа настоящего времени у глаголов III спряжения в лемковской литературной норме отмечается общее для всех русинских идиомов сохранение флексии -т: кохат «любит», чытат «читает» при укр. кохає, читає. 

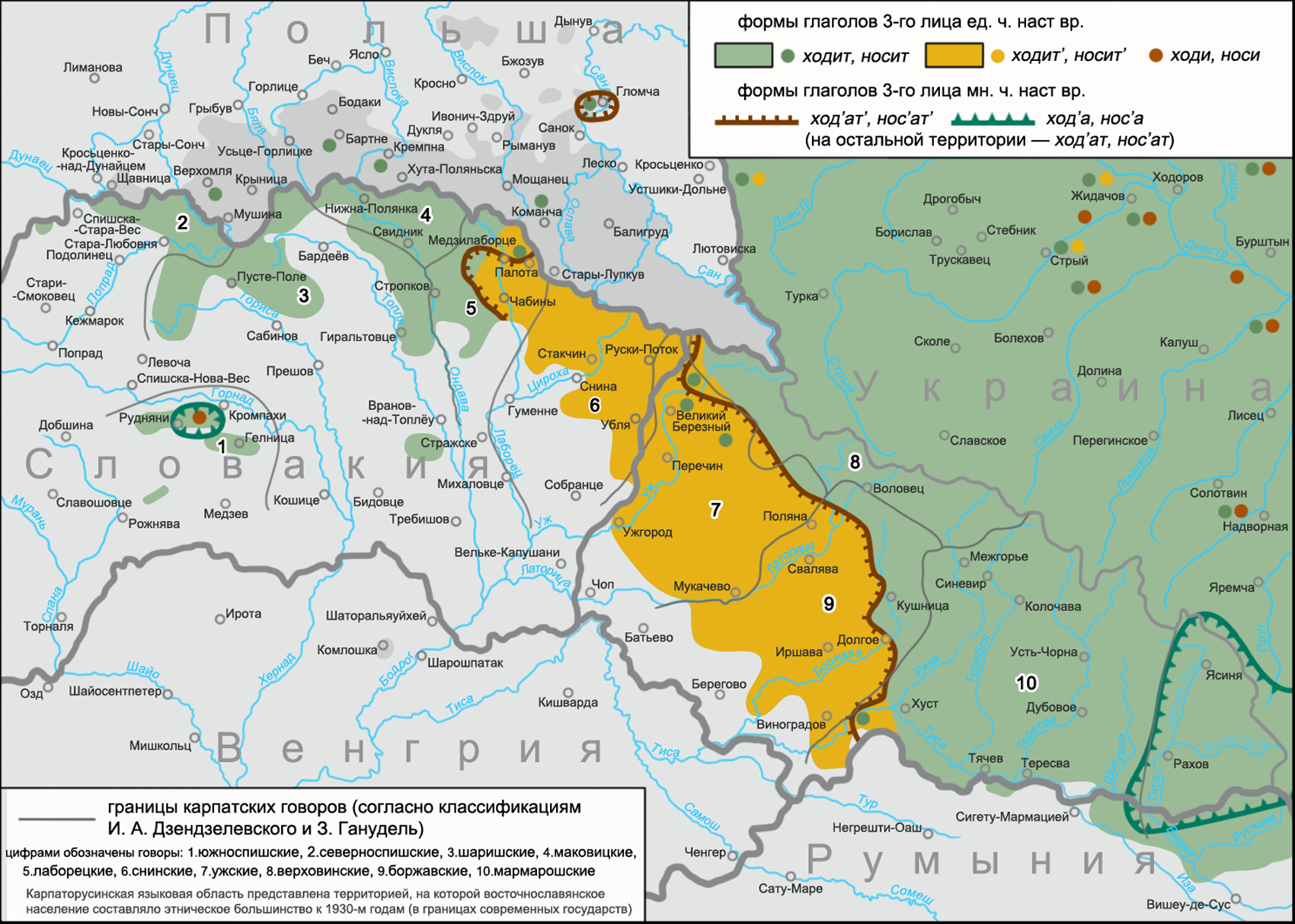
Распространение форм глаголов 3-го лица единственного и множественного числа настоящего времени в восточнославянских говорах Карпатского региона

В формах 3-го лица единственного и множественного числа настоящего времени в лемковской норме выступает флексия с твёрдой согласной -т, характерная для западного карпаторусинского ареала: чытат, iст «ест»; несут «несут», чытают «читают», носят «носят». В пряшевско-русинском языке принята за норму флексия с мягкой согласной -т’, характерная для восточного карпаторусинского ареала: чiтать, ïсть; несуть, чiтають, носять при укр. читає, їсть; несуть, читають, носять.
Лемковская глагольная система характеризуется общерусинским выпадением j и стяжением гласных в формах настоящего времени с давней основой на -аjе-: чытам «читаю», чыташ «читаешь», чытат, чытаме «читаем»; кохам «люблю», кохаш «любишь», кохат, кохаме «любим». В целом данная черта нехарактерна для других восточнославянских языков, например, укр.: читаю, читаєш, читає, читаємо. В пряшевско-русинской норме при наличии стяжения в формах единственного числа отсутствует стяжение в формах множественного числа: чытам и чытаме «читаем», чытате «читаете» — в лемковском; чiтам, но чiтаєме, чiтаєте — в пряшевском.
Наличие флексии -ме в форме 1-го лица множественного числа настоящего времени объединяет лемковскую литературную норму с остальными русинскими идиомами и противопоставляет их украинскому языку: знаме «знаем», маме «имеем», несеме «несём» при укр. знаємо, маємо, несемо.
У глаголов знати «знать» и мати «иметь» встречается несколько вариантов форм 3-го лица единственного числа: зна/знає/знат «знает», ма/має/мат «имеет». Варианты знат и мат, часто встречающиеся в лемковском фольклоре, в основном характерны для говоров Южной Лемковины.
У глаголов типа робити и носити в основах настоящего времени отмечается чередование б/бл и с/ш: робиш «делаешь» — роблю «делаю», любиш «любишь» — люблю «люблю»; носиш «носишь» — ношу «ношу».
Формы глаголов настоящего времени, не относящихся к основным типам спряжения, быти, гнати «гнать», iсти «есть» и хотiти/хтiти «хотеть» (подобным образом спрягаются глаголы побыти «побыть», зiсти «съесть», захтiти «захотеть» и т. п.):
| лицо     | единственное число | единственное число | единственное число | единственное число | множественное число | множественное число | множественное число | множественное число   |
| -------- | ------------------ | ------------------ | ------------------ | ------------------ | ------------------- | ------------------- | ------------------- | --------------------- |
| 1-е лицо | єм                 | жену               | iм                 | хочу/хцу           | (єсме) сме/зме      | женеме              | iме                 | хочеме/хцеме          |
| 2-е лицо | єс                 | женеш              | iш                 | хочеш/хцеш         | (єсте) сте          | женете              | iсте                | хочете/хцете          |
| 3-е лицо | єст                | жене               | iст                | хоче/хце           | сут                 | женут               | iдят                | хотят/хтят/хочут/хцут |

Для указанных форм характерны чередования в основах г/ж (гнати — жену) и т/ч, т/ц (хотiти — хочу/хцу). Глагол iсти изменяется так же, как и глаголы III спряжения за исключением формы 3-го лица множественного числа iдят.
В пряшевско-русинской норме отмечаются такие варианты глагола быти, как є (в 3-м лице единственного числа), сьме и сьте (в 1-м и 2-м лице множественного числа).

### Прошедшее
Формы глаголов прошедшего времени образуются прибавлением к основе инфинитива суффикса -л- и родовой или числовой флексии:
- -ø — я/ты чыта-л «я/ты читал», вiн чыта-л «он читал»;
- -о — я/ты чыта-л-о «я/ты читало», оно чыта-л-о «оно читало»[~ 3];
- -а — я/ты чыта-л-а, она чыта-л-а «она читала»;
- -и — мы/вы/они чыта-л-и «мы/вы/они читали».

Для глаголов 1-го и 2-го лица единственного и множественного числа существует ещё один способ образования формы прошедшего времени, который принято считать равноправным с основным способом. Вариантные формы прошедшего времени образуются сочетанием формы основного глагола прошедшего времени с формой вспомогательного глагола быти в настоящем времени: чытал єм / чытало єм / чытала єм «(я) читал» / «(я) читало» / «(я) читала», чытал єс / чытало єс / чытала єс, «(ты) читал» / «(ты) читало» / «(ты) читала», чытали сме «(мы) читали», чытали сте «(вы) читали». В формах женского рода может отмечаться сращение вспомогательных глаголов єм, єс с основным глаголом: чыталам «(я) читала», чыталас «(ты) читала». В формах 3-го лица единственного и множественного числа используется только один способ образования формы прошедшего времени при помощи только l-причастия.
При образовании форм прошедшего времени с использованием вспомогательных глаголов єм, єс, сме, сте допускается позиция последних не только после основного глагола, но и после других слов в предложении. В частности, возможна позиция вспомогательных глаголов после личных (особовы місценазывникы) и вопросительных местоимений (зьвiдуючы, вопросны місценазывникы) или после союзов (злучникы): бо-сме барз голодны были «потому что мы были очень голодными».
При первом способе образования форм прошедшего времени (при помощи только l-причастия) перед глаголом обычно ставится личное местоимение. При втором способе (со вспомогательными глаголами) личное местоимение не употребляется. В целом второй способ образования форм прошедшего времени, по утврждению авторов «Грамматики лемковского языка», используется в языке лемков несколько чаще, нежели первый способ.
Спряжение в прошедшем времени глаголов бесiдувати, сiдити «сидеть»:
| лицо     | единственное число                                | единственное число                                        | единственное число                                                      | множественное число                                           |
| лицо     | мужской род                                       | средний род                                               | женский род                                                             | множественное число                                           |
| -------- | ------------------------------------------------- | --------------------------------------------------------- | ----------------------------------------------------------------------- | ------------------------------------------------------------- |
| 1-е лицо | я бесiдува-л / бесiдува-л єм я сiди-л / сiди-л єм | я бесiдува-л-о / бесiдува-л-о єм я сiди-л-о / сiди-л-о єм | я бесiдува-л-а / бесiдува-л-а єм (бесiдувалам) я сiди-л-а / сiди-л-а єм | мы бесiдува-л-и / бесiдува-л-и сме мы сiди-л-и / сiди-л-и сме |
| 2-е лицо | ты бесiдува-л/бесiдува-л єс ты сiди-л / сiди-л єс | ты бесiдува-л-о/бесiдува-л-о єс ты сiди-л-о / сiди-л-о єс | ты бесiдува-л-а/бесiдува-л-а єс (бесiдувалас) ты сiди-л-а / сiди-л-а єс | вы бесiдува-л-и/бесiдува-л-и сте вы сiди-л-и / сiди-л-и сте   |
| 3-е лицо | вiн бесiдува-л вiн сiди-л                         | оно бесiдува-л-о оно сiди-л-о                             | она бесiдува-л-а она сiди-л-а                                           | они бесiдува-л-и они сiди-л-и                                 |

Формы глаголов 3-го лица единственного числа мужского рода прошедшего времени с суффиксом -л- в целом характерны для западного карпаторусинского ареала. Они противопоставляются формам с суффиксом -в-, распространённым в восточных карпаторусинских говорах. В лемковской литературной норме в форме глаголов мужского рода отражено закономерное чередование л/ў (на месте /л/ в позиции конца слова выступает губно-губной [ў]): чыта[ў], но на письме — чытал. В пряшевской литературной норме произношение суффикса в рассматриваемой форме как -в- [ў] отражено орфографически: быв «был», чiтав «читал», писав «писал».
При образовании глагольных форм прошедшего времени возможны чередования гласных е/ю и о/i: нести «нести» — нюс/несла «нёс/несла», бости «бодать» — бiл/бола «бодал/бодала». Формы прошедшего времени глаголов iти «идти», прити «прийти», выйти «выйти» и т. п. имеют супплетивные формы — iшол/iшла «шёл/шла», пришол/пришла «пришёл/пришла».
Особые формы образуют глаголы, заканчивающиеся в инфинитиве на -чы — мочы «мочь», влечы «влечь», лячы/лечы «лечь», печы «печь», речы «сказать», стрiчы «стричь», течы «течь»: я/ты мiг/могло/могла «я/ты мог/могло/могла», вiн мiг «он мог», оно могло «оно могло», она могла «она могла», мы/вы/они могли «мы/вы/они могли»; я/ты влюк/влекло/влекла «я/ты влёк/влекло/влекла», вiн влюк «он влёк», оно влекло «оно влекло», она влекла «она влекла», мы/вы/они влекли «мы/вы/они влекли»; я/ты люг/легло/легла «я/ты лёг/легло/легла», вiн люг «он лёг», оно легло «оно легло», она легла «она легла», мы/вы/они легли «мы/вы/они легли» и т. п. В данных формах отмечаются чередования в основах о/i, е/ю и ч/г, ч/к: мочы — мiг/могла, печы — пюк/пекла «пёк/пекла», речы — рюк/рекла «сказал/сказала», течы — тюк/текла «тёк/текла».
Формы прошедшего времени глаголов быти, гнати, iсти и хотiти/хтiти:
| лицо     | единственное число                                                       | единственное число                                                                 | единственное число | множественное число                                                                     |
| лицо     | мужской род                                                              | средний род                                                                        | женский род | множественное число                                                                     |
| -------- | ------------------------------------------------------------------------ | ---------------------------------------------------------------------------------- | --- | --------------------------------------------------------------------------------------- |
| 1-е лицо | я был/был єм я гнал/гнал єм я iл/iл єм я хотiл/хтiл/хотiл єм/хтiл єм     | я было/было єм я гнало/гнало єм я iло/iло єм я хотiло/хтiло/хотiло єм/хтiло єм     | я была/была єм (былам) я гнала/гнала єм (гналам) я iла/iла єм (iлам) я хотiла/хтiла/хотiла єм/хтiла єм (хотiлам/хтiлам)     | мы были/были сме мы гнали/гнали сме мы iли/iли сме мы хотiли/хтiли/хотiли сме/хтiли сме |
| 2-е лицо | ты был/был єс ты гнал/гнал єс ты iл/iл єс ты хотiл/хтiл/хотiл єс/хтiл єс | ты было/было єс ты гнало/гнало єс ты iло/iло єс ты хотiло/хтiло/хотiло єс/хтiло єс | ты была/была єс (былас) ты гнала/гнала єс (гналас) ты iла/iла єс (iлас) ты хотiла/хтiла/хотiла єс/хтiла єс (хотiлас/хтiлас) | мы были/были сте мы гнали/гнали сте мы iли/iли сте мы хотiли/хтiли/хотiли сте/хтiли сте |
| 3-е лицо | вiн был вiн гнал вiн iл вiн хотiл/хтiл                                   | оно было оно гнало оно iло оно хотiло/хтiло                                        | она была она гнала она iла она хотiла/хтiла                                                                                 | они были они гнали они iли они хотiли/хтiли                                             |

### Будущее
Формы будущего простого времени (синтетические формы) образуются от глаголов совершенного вида. Они имеют те же флексии, что и формы настоящего времени и также делятся на три спряжения.
Спряжение в будущем простом времени глаголов написати, занести «отнести, занести», навчыти, посiдити «посидеть», покохати «полюбить» и прочытати:
| лицо и число       | I спряжение          | II спряжение                   | III спряжение                                       |
| ------------------ | -------------------- | ------------------------------ | --------------------------------------------------- |
| 1-е лицо ед. числа | напиш-у, занес-у     | навч-у, посiдж-у               | покоха-м, прочыта-м                                 |
| 2-е лицо ед. числа | напиш-еш, занес-еш   | навч-ыш, посiд-иш              | покоха-ш, прочыта-ш                                 |
| 3-е лицо ед. числа | нап-ише, занес-е     | навч-ыт, посiд-ит              | покоха-т, прочыта-т                                 |
| 1-е лицо мн. числа | напиш-еме, занес-еме | навч-ыме, посiд-име            | покоха-ме, прочыта-ме                               |
| 2-е лицо мн. числа | напиш-ете, занес-ете | навч-ыте, посiд-ите            | покоха-те, прочыта-те                               |
| 3-е лицо мн. числа | напиш-ут, занес-е    | навч-ат, посiдят (посiд’-[а]т) | покоха-ют (покоха[j-у]т), прочытают (прочыта[j-у]т) |

Формы будущего составного времени образуются от глаголов несовершенного вида аналитическим способом при помощи личных форм глагола быти в будущем времени. При этом в единственном числе формы глагола быти ставятся перед формой основного глагола в прошедшем времени, а во множественном числе — перед инфинитивом основного глагола.
Спряжение в будущем составном времени глагола чытати и вчыти:
| лицо     | единственное число                                                                   | множественное число        |
| -------- | ------------------------------------------------------------------------------------ | -------------------------- |
| 1-е лицо | буду чытал / буду чытало / / буду чытала буду вчыл / буду вчыло / буду вчыла         | будеме чытати будеме вчыти |
| 2-е лицо | будеш чытал / будеш чытало / / будеш чытала будеш вчыл / будеш вчыло / / будеш вчыла | будете чытати будете вчыти |
| 3-е лицо | буде чытал / буде чытало / / буде чытала буде вчыл / буде вчыло / буде вчыла         | будут чытати будут вчыти   |

В пряшевско-русинской норме формы будущего составного времени образуются сочетанием личных форм глагола быти только с инфинитивом основного глагола: буду сидïти «буду сидеть», будеш сидïти «будешь сидеть», буде сидïти «будет сидеть»; будеме сидïти «будем сидеть», будете сидïти «будете сидеть», будуть сидïти «будут сидеть». Два типа аналитической формы будущего времени, отражённые в лемковской норме (буду чытал и будеме чытати), характерны для западного карпаторусинского ареала. Один тип аналитической формы, принятый за норму в пряшевском языке (буду чiтати и будеме чiтати), распространён в восточном карпаторусинском ареале.

## Залог
Для глагола в лемковском литературном языке характерны две формы залога: действительный (активна сторона) и страдательный (пасивна сторона). Также как одну из форм залога — возвратный залог (вертана, рефлексивна сторона) — рассматривают возвратные глаголы (вертаны, рефлексивны часослова).
Действительный залог выражается активной конструкцией предложения с объектом в форме винительного падежа: я мыю котика «я мою кота», лямпа осьвiтлят стiл «лампа освещает стол», Катерина буде мыла миску «Катерина будет мыть миску». Значение страдательного залога выражается при помощи пассивной конструкции с субъектом в форме винительного или творительного падежа, с личной формой вспомогательного глагола быти и со страдательным причастием в одной из трёх родовых форм единственного числа или в форме множественного числа: котик єст мытий през мене «кот помыт мной», стiл єст осьвiтляний лямпом «стол освещён лампой», Миска буде мыта през Катерину «миска будет помыта Катериной».

## Возвратная форма
Возвратные формы глаголов образуются при помощи так называемой возвратной частицы (частка) -ся. Различают два способа образования возвратных форм. В первом из них, который считается основным способом, частица ставится перед глаголом после личного местоимения или имени существительного (назывник), выступающего в роли подлежащего (пiдмет):
- в формах настоящего времени: я ся купам «я купаюсь», ты ся купаш «ты купаешься», мы ся купаме «мы купаемся», они ся купают «они купаются»;
- в формах будущего простого времени: я ся выкупам «я искупаюсь», вiн ся выкупат «он искупается», вы ся выкупате «вы искупаетесь», они ся выкупают «они искупаются»;
- в формах будущего составного времени: я буду ся купал «я буду купаться», ты будеш ся купала «ты будешь купаться», вiн буде ся купал «он будет купаться», мы будем ся купати «мы будем купаться»;
- в формах прошедшего времени (в варианте без вспомогательного глагола): ты ся купал «ты купался», вiн ся купал «он купался», она ся купала «она купалась», они ся купали «они купались».

Во втором способе, считающемся вариантом основного, частица -ся занимает позицию после глагола:
- в формах настоящего времени: я купам ся «я купаюсь», она купат ся «она купается», вы купате ся «вы купаетесь», они купают ся «они купаются»;
- в формах будущего простого времени: ты выкупаш ся «ты искупаешься», оно выкупат ся «оно искупается», мы выкупаме ся «мы искупаемся», они выкупают ся «они искупаются»;
- в формах будущего составного времени: мы будеме купати ся «мы будем купаться», вы будете купати ся «вы будете купаться», они будут купати ся «они будут купаться»;
- в формах прошедшего времени (в варианте без вспомогательного глагола): я купал ся «я купался», вiн купал ся «он купался», оно купало ся «оно купалось», мы купали ся «мы купались».

В вариантных формах глаголов прошедшего времени, образуемых при помощи вспомогательного глагола, частица -ся ставится только после основного глагола: купала єм ся (купалам ся) «я купалась», купал єс ся «ты купался», купали сме/зме ся «мы купались», купали сте ся «вы купались».
В ряде случаев частица -ся в предложении может не примыкать непосредственно к глаголу и отделяться от глагола одним или несколькими словами: як бы ся му приснило «как бы ему приснилось», йому уж ся воювати не хце «ему уж не хочется воевать».
Свободное расположение частицы -ся, в препозиции или постпозиции к глаголу характерно также для галицко-буковинских говоров юго-западного наречия украинского языка, чей ареал примыкает к ареалу карпатских говоров. Кроме того, подвижной, занимающей различные позиции в предложении, является так называемая возвратная частица się в польском языке.

## Наклонение
В лемковском литературном языке отмечаются три наклонения глагола: одно из них, изъявительное, или прямое, (ознаємляючий спосiб, iндiкатив) противопоставляется двум косвенным — повелительному (розказовий спосiб, iмператив) и сослагательному (условний спосiб, кондiционал).

### Изъявительное
Глаголы изъявительного наклонения обозначают реальный процесс (действие, состояние), описывая ситуацию до момента речи, в момент речи или после него, то есть процесс, происходящий в настоящем, прошедшем или будущем. Глаголы изъявительного наклонения выражают значение времени и могут принимать в отличие от глаголов повелительного и сослагательного наклонения все возможные грамматические временные формы: чытам, чытаме; чытал/чытал єм, чытали/чытали сме; прочытам, прочытаме; буду чытал, будеме чытати.

### Повелительное
Глаголы повелительного наклонения используются для того, чтобы от лица говорящего выразить побуждение к действию. Они характеризуются категориями числа и лица. Наиболее употребительными при этом являются формы 2-го лица единственного и множественного числа. Глаголы в 1-м лице единственного числа не образуют форм повелительного наклонения. Одна из характерных черт в лемковских формах повелительного наклонения — утрата флексии -i (печ «пеки», воз «вози») — является характерной чертой всего западного карпаторусинского ареала.
Глаголы повелительного наклонения образуются от основ настоящего времени. Бо́льшая часть форм 2-го лица единственного числа при этом полностью совпадает с основами настоящего времени (образуется при помощи нулевого окончания): бесiдуют (бесiд[уj-ут]) «разговаривают» — бесiдуй «разговаривай», рысуют «рисуют» (рыс[уj-ут]) — рысуй «рисуй», старают ся «стараются» (стар[аj-ут] ся) — старай ся «старайся», веселят ся «веселятся» (весе[л’-ат] ся) — весель ся «веселись», печ-ут «пекут» — печ «пеки», напиш-ут «напишут» — напиш «напиши». В остальных случаях при образовании форм повелительного наклонения 2-го лица единственного числа отмечаются такие особенности, как:
- замена мягкого конечного согласного твёрдым в случае, если основа глагола заканчивается на мягкие согласные б’, п’, т’, в’, с’, з’, р’: робят «делают» (ро[б’-ат]) — роб «делай», направят «починят, исправят» (напра[в’-ат]) — направ «почини, исправь», возят «возят» (во[з’-ат]) — воз «вози»;
- наличие окончаний -и или -ый в случае, если основа глагола состоит только из согласных: жд-ут «ждут» — жди «жди», вч-ат «учат» — вчый «учи» (наряду с вариантной формой уч);
- наличие окончания -ий у некоторых глаголов с основой на согласный или группу согласных: прийм-ут «примут» — приймий «прими»;
- образование неправильных форм глаголов iсти «есть» и повiсти «сказать», основы которых заканчиваются на мягкую согласную д’: iдят «едят» (i[д’-ат]) — iдж ([iч]) «ешь», повiдят «скажут» (повi[д’-ат]) — повiдж (пов[iч]) «скажи»;
- образование особой формы у глагола пiти «пойти» — под «пойди».

Формы совместного действия 1-го лица множественного числа образуются при помощи флексии -ме: бесiдуйме «поговорим», вчыйме «поучим», жмыкайме «постираем (руками)», чытайме «почитаем», подме «пойдём». Формы повелительного наклонения 2-го лица множественного числа образуются при помощи флексии -те: бесiдуйте «разговаривайте», вчыйте «учите», жмыкайте «стирайте», чытайте «читайте», подте «пойдите». Формы 3-го лица единственного и множественного числа образуются аналитически при помощи частицы най и глагольной формы, сходной с формой 3-го лица единственного и множественного числа настоящего или простого будущего времени: най бесiдує «пусть разговаривает», най бесiдуют «пусть разговаривают»; най вчыт «пусть учит», най вчат «пусть учат»; най жмыкат «пусть стирает», най жмыкают «пусть стирают»; най чытат «пусть читает», най чытают «пусть читают».
Для лемковского языка также характерна архаичная форма повелительного наклонения, образуемая с помощью частицы ле: пиш-ле «пиши», пиште-ле «пишите»; зроб-ле «сделай», зробте-ле «сделайте»; дай-ле «дай», дайте-ле «дайте»,. В ряде форм при этом конечные согласные основы могут сокращаться: вкаж-ле > вка-ле «покажи», под-ле гев > по-ле гев «пойди сюда». Таким же образом складываются междометия, обозначающие побуждение к действию: но-ле «давай», хо-ле гев «иди сюда». Кроме этого, к формам повелительного наклонения относятся глаголы с частицей же: подже, подже-ле «пойди же».
Спряжение глаголов бесiдувати, вчыти «учить» и ждати в повелительном наклонении:
| лицо     | единственное число             | множественное число              |
| -------- | ------------------------------ | -------------------------------- |
| 1-е лицо | —                              | бесiдуйме, вчыйме, ждийме        |
| 2-е лицо | бесiдуй, вчый, жди             | бесiдуйте, вчыйте, ждийте        |
| 3-е лицо | най бесiдує, най вчыт, най жде | най бесiдуют, най вчат, най ждут |

### Сослагательное
Глаголы сослагательного наклонения обозначают предположительное или возможное действие, реализуемое при определённых условиях. В ряде случаев они могут также выражать значения просьбы, желания, побуждения к действию и т. д. Для глаголов сослагательного наклонения характерны категория числа и в единственном числе — категория рода, а для вариантных форм помимо числа и рода также характерна категория лица.
Глаголы сослагательного наклонения образуются аналитическим способом при помощи частицы бы и формы глагола на -л-, тождественной форме прошедшего времени: писал бы «писал бы», писала бы «писала бы», писало бы «писало бы», писали бы «писали бы». Частица бы при этом может стоять в любом месте предложения, как примыкая непосредственно к глаголу — до или после него, так и отделяясь от него одним или несколькими словами: як бы хтiли «как бы хотели», они могли бы «они могли бы», як бы на клярнетi пискал «как бы на кларнете пищал».
Для форм 1-го и 2-го лиц единственного и множественного числа имеется вариант образования форм сослагательного наклонения, при котором после глагола на -л- представлено сочетание частицы бы с личной формой вспомогательного глагола быти в настоящем времени (в формах единственного числа отмечается сращение частицы бы со вспомогательным глаголом): писал бым «(я) писал бы», писала бым «(я) писала бы»; писал быс «(ты) писал бы», писала быс «(ты) писала бы»; писали бы сме/зме «(мы) писали бы», писали бы сте «(вы) писали бы». В данном варианте личное местоимение может не употребляться.
Спряжение глагола чытати в сослагательном наклонении:
| лицо     | единственное число    | единственное число      | единственное число      | множественное число        |
| лицо     | мужской род           | средний род             | женский род             | множественное число        |
| -------- | --------------------- | ----------------------- | ----------------------- | -------------------------- |
| 1-е лицо | я бы чытал/чытал бым  | я бы чытало/чытало бым  | я бы чытала/чытала бым  | мы бы чытали/чытали бы сме |
| 2-е лицо | ты бы чытал/чытал быс | ты бы чытало/чытало быс | ты бы чытала/чытала быс | вы бы чытали/чытали бы сте |
| 3-е лицо | вiн бы чытал          | оно бы чытало           | она бы чытала           | они бы чытали              |

## Причастие
Причастие (часопридавник) обозначает протекающий во времени процесс как признак предмета: чытаючий «читающий», украшений «украшенный». Наряду с инфинитивом и деепричастием относится к нефинитным формам глагола. Как и имена прилагательные причастия изменяются по родам, числам и падежам, причём окончания причастий во всех их формах совпадают с окончаниями имён прилагательных с твёрдой основой. Выделяют причастия действительного залога (активны часопридавники), образуемые от основ настоящего или простого будущего времени, и причастия страдательного залога (пасивны часопридавники), образуемые от основ прошедшего времени или инфинитива.
Действительные причастия настоящего времени образуются при помощи суффиксов -уч- (-юч-), -ач- (-яч-): квитучий «цветущий», лежачий «лежащий». Используемые в лемковской письменности XIX — первой половины XX века действительные причастия настоящего времени с суффиксами -ущ- (-ющ-), -ащ- (-ящ-), заимствованные из церковнославянского языка (жывущий «живущий»), в современной лемковской норме считаются архаизмами. Также как архаичные формы кодификаторы лемковского стандарта рассматривают действительные причастия прошедшего времени с суффиксами -вш-, -ш-: прочытавший «прочитавший». Такие формы, как позеленiлий «позеленевший» (с суффиксом -л-) относят к именам прилагательным.
Страдательные причастия прошедшего времени образуются при помощи суффиксов -н-, -ен-, -т-: купаний «искупанный», привезений «привезённый», розбитий «разбитый». Страдательные причастия настоящего времени с суффиксом -им- (любимий «любимый») рассматриваются как архаичные формы.
Формы действительного причастия настоящего времени чытаючий:
| падеж        | падеж        | единственное число | единственное число | единственное число | множественное число |
| падеж        | падеж        | мужской род        | средний род        | женский род        | множественное число |
| ------------ | ------------ | ------------------ | ------------------ | ------------------ | ------------------- |
| именительный | именительный | чытаючий           | чытаюче            | чытаюча            | чытаючы             |
| родительный  | родительный  | чытаючого          | чытаючого          | чытаючой           | чытаючых            |
| дательный    | дательный    | чытаючому          | чытаючому          | чытаючий           | чытаючым            |
| винительный  | нелично-муж. | чытаючий           | чытаюче            | чытаючу            | чытаючы             |
| винительный  | лично-муж.   | чытаючого          | чытаюче            | чытаючу            | чытаючых            |
| творительный | творительный | чытаючым           | чытаючым           | чытаючом           | чытаючыма           |
| предложный   | предложный   | чытаючым           | чытаючым           | чытаючий           | чытаючых            |
| звательный   | звательный   | чытаючий           | чытаюче            | чытаюча            | чытаючы             |

## Деепричастие
Деепричастие (часоприсловник), одна из нефинитных форм глагола наряду с инфинитивом и причастием, обозначает протекающий во времени процесс, который сопровождается каким-либо другим процессом: бесiдуючы «говоря, разговаривая», смiючы ся «смеясь», взявшы «взяв», доставшы «достав». Выделяют деепричастия совершенного и несовершенного вида.
Деепричастия совершенного вида образуются от основ глагола совершенного вида прошедшего времени или инфинитива при помощи суффикса -вшы: прочыта-л «прочитал», прочыта-ти «прочитать» — прочыта-вшы «прочитав»; зi-л «съел», зі-сти «съесть» — зі-вшы «съев».
Деепричастия несовершенного вида образуются от основ глагола несовершенного вида настоящего времени при помощи суффикса /-учы/ (на письме — -учы, -ючы): чытают (чыт[аj-ут]) «читают» — чытаючы (чыт[аj-учы]) «читая», плач-ут «плачут» — плач-учы «плача».